# Génération d'harmonique
Ne doit pas être confondu avec Génération d'harmoniques élevées ou Génération harmonique.

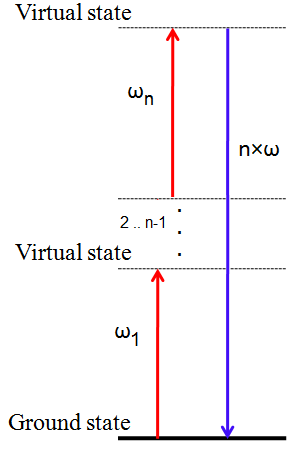
Génération de la n-ième harmonique. Ground state = niveau fondamental, virtual state = niveau virtuel.

La génération d'harmonique (GH, HG (en) aussi appelée génération d'harmonique d'ordre n) est un processus d'optique non linéaire dans lequel n photons avec la même fréquence interagissant avec un milieu non linéaire, se « combinent » générant un nouveau photon avec n fois l'énergie des photons initiaux (de manière équivalente, n fois la fréquence et de longueur d'onde divisée par n).

## Processus général
Dans un milieu ayant une susceptibilité non linéaire suffisamment grande, la génération d'harmonique est possible. Notez que pour les ordres pairs (n = 2, 4, ...), le milieu ne doit pas avoir de centre de symétrie (être non-centrosymétrique).
Du fait que le processus nécessite que de nombreux photons soient présents en même temps et au même endroit, la génération d'harmonique a une faible probabilité de se produire, et cette probabilité diminue avec l'ordre n (car besoin de plus de photons). Pour générer efficacement, la symétrie du milieu doit permettre d'amplifier le signal (par accord de phase par exemple), et la source lumineuse doit être intense et bien contrôlée spatialement (grâce à un laser collimaté) et temporellement (plus de signal généré si le laser a de courtes impulsions).

## Génération de somme de fréquence (SFG)
Cas spécial où le nombre de photons en interaction est n = 2, mais avec deux photons de pulsations différentes {\displaystyle \omega _{1}} et {\displaystyle \omega _{2}}.

## Génération de seconde harmonique (SHG)
Cas spécial où le nombre de photons en interaction est n = 2, avec deux photons de même pulsation {\displaystyle \omega }. C'est aussi un cas particulier de SFG où les 2 photons ont la même fréquence.

## Génération de troisième harmonique (THG)
Un cas particulier où le nombre de photons en interaction est n = 3, si tous les photons ont la même pulsation {\displaystyle \omega }. S'ils ont des fréquences différentes, c'est un processus de mélange à quatre ondes, plus général. Ce processus implique la susceptibilité non linéaire du 3e ordre {\displaystyle \chi ^{(3)}} .
Contrairement à la SHG, c'est un processus volumétrique  et a été démontrée dans des liquides . Cependant, elle est exaltée aux interfaces .

### Matériaux utilisés pour la THG
Des cristaux non linéaires comme le BBO (β-BaB2O4) ou le LBO peuvent convertir de la THG. Sinon, de la THG peut être générée à partir de membranes en microscopie .

## Génération de4eharmonique (FHG ou 4HG)
Cas spécial où le nombre de photons en interaction est n = 4.
Prouvée expérimentalement vers les années 2000 , des lasers puissants permettent désormais de générer de la FHG efficacement. Ce processus implique la susceptibilité non linéaire du 4e ordre {\displaystyle \chi ^{(4)}}.

### Materiaux utilisés pour la FHG
Certains BBO (β-BaB2O4) sont utilisés pour la FHG .

## Génération d'harmonique d'ordre n > 4
La génération d'harmoniques pour n = 5 (5HG) ou plus est théoriquement possible, mais l'interaction nécessite qu'un très grand nombre de photons se "combinent", et a donc une faible probabilité de se produire : le signal à des harmoniques plus élevées sera très faible, et nécessite un laser très intense pour être généré. Pour générer des harmoniques d'ordre (très) élevé (comme n = 30 ou plus), un processus sensiblement différent peut être utilisé: la génération d'harmoniques élevées.

## Sources
- (en) R.W. Boyd, Nonlinear optics (third edition), Burlington, MA, Academic Press, 2007 (ISBN 978-0-12-369470-6, lire en ligne)
- (en) Richard L. Sutherland, Handbook of Nonlinear Optics (2nd edition), 2003, 976 p. (ISBN 978-0-8247-4243-0, lire en ligne)
- (en) Eugene Hecht, Optics (4th Edition), Addison-Wesley, 2002, 698 p. (ISBN 978-0-8053-8566-3)
- (en) Frits Zernike et John E. Midwinter, Applied Nonlinear Optics, Dover Publications, 2006, 197 p. (ISBN 978-0-486-45360-6, lire en ligne)
- « THG: an overview », sur sciencedirect.com (consulté le 1er décembre 2019)